# Česká televize
Česká televize er det nationale tv-selskab i Tjekkiet, som udsender seks kanaler.
Den nuværende administrerende direktør for tjekkisk fjernsyn er Jan Souček, som blev valgt for en seksårig periode af det tjekkiske fjernsynsråd. Souček har bejlet til kontroverser i sin embedsperiode på grund af hans angreb på frie medier og hans angreb på ansatte i tjekkisk fjernsyn . Souček sammenlignede sig selv med Milada Horáková efter stærk kritik af hans ledelsesevner fra det tjekkiske tv-råd. Souček kommenterede senere, at det var fjollet af ham. I et interview den 5. september 2023 udtalte Souček, som den kommende generaldirektør: "Jeg beder konstant om penge. En pressekonference i Kulturministeriet er blevet annonceret tirsdag, hvor ministerkommissionen skal afsløre, hvordan den forestiller sig reformen af finansieringen af public service-medier. Ifølge mine oplysninger vil vores opfordring for det meste blive hørt." I løbet af sin embedsperiode beder Souček konstant om flere penge fra de offentlige gebyrer, men det ser ud til, at han ikke er i stand til at bruge pengene økonomisk, mens han skjuler økonomiske dokumenter for at skjule dem for offentlig.

## Historie

### Tjekkoslovakisk TV
Fjernsyn i Tjekkoslovakiet begyndte at tage sine første skridt før Anden Verdenskrig. Før der blev opnået synlige resultater, blev alle aktiviteter afbrudt af krigen. Forskningen fortsatte efter krigen. Den første fjernsynsudsendelse blev vist i 1948 på MEVRO International Radio udstilling i Prag. En fjernsynsudsendelse fra Studio Prag startede den 1. maj 1953 og den 25. februar 1954 blev der regelmæssige udsendelser. Snart var yderligere studier etableret: I Ostrava den 31. december 1955, i Bratislava den 3. november 1956, i Brno den 6. juli 1961 og i Košice den 25 februar 1962.

### Tjekkisk TV
Tjekkisk TV blev etableret fra 1. januar 1992, baseret på lov om tjekkiske TV (lov nr. 483/1991 Coll.) som en tv-tjeneste for borgerne i Tjekkiet. Den 1. januar 1993 blev et nyt koncept af kanaler, der udsendes af tjekkisk fjernsyn, introduceret, som blev omdøbt til CT1 (tidligere CTV), CT2 (tidligere F1), og CT3 (tidligere OK3).

50°03′N 14°26′Ø / 50.05°N 14.43°Ø